# Impatiens benthamii
Impatiens benthamii är en balsaminväxtart som beskrevs av V. Steenis. Impatiens benthamii ingår i släktet balsaminer, och familjen balsaminväxter. Inga underarter finns listade i Catalogue of Life.